# Акмурунский сельсовет
Акмурунский сельсовет — муниципальное образование в Баймакском районе Республики Башкортостан Российской Федерации.

## История
Согласно Закону о границах, статусе и административных центрах муниципальных образований в Республике Башкортостан имеет статус сельского поселения.

## Население
| 2002  | 2009  | 2010  | 2012  | 2013  | 2014  |
| ----- | ----- | ----- | ----- | ----- | ----- |
| 3207  | ↗3225 | ↘3000 | ↘2963 | ↘2950 | ↗2952 |
| 2015  | 2016  | 2017  |       |       |       |
| ↗3026 | ↘3023 | ↘2929 |       |       |       |

## Состав сельского поселения
| № | Населённый пункт | Тип населённого пункта       | Население |
| - | ---------------- | ---------------------------- | --------- |
| 1 | Акмурун          | село, административный центр | ↘1430     |
| 2 | Сайгафар         | деревня                      | ↘630      |
| 3 | Каратал          | деревня                      | ↘512      |
| 4 | Актау            | деревня                      | ↘266      |
| 5 | Верхнемамбетово  | деревня                      | ↘162      |